# Torno para tallado de tornillos

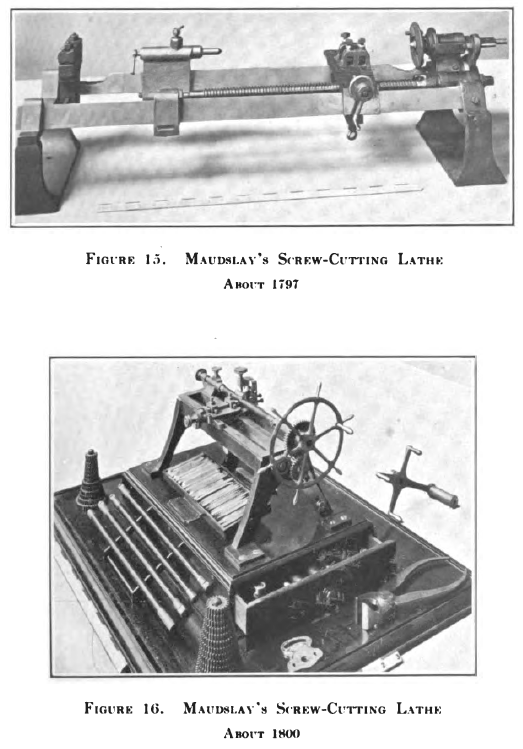
Los famosos primeros tornos de rosca de Maudslay de alrededor de 1797 y 1800.

Un torno para tallado de tornillos (en concreto, un torno) capaz de cortar roscas de tornillo muy precisas mediante el roscado de un solo punto, que es el proceso de guiar el movimiento lineal de la broca de la herramienta en una relación exactamente conocida con el movimiento de rotación de la pieza. Esto se consigue engranando el husillo principal (que impulsa el movimiento de la broca) al husillo con una determinada relación de transmisión para cada paso de rosca. A cada grado de rotación del husillo le corresponde una determinada distancia de recorrido lineal de la herramienta, en función del paso de rosca deseado (inglés o métrico, fino o grueso, etc.).
La denominación "torno de roscar" conlleva una calificación de taxonómica en su uso: es un término de clasificación histórica más que uno de la terminología comercial actual de máquina herramienta. Los primeros tornos, hace muchos siglos, no estaban adaptados al corte de tornillos. Más tarde, desde la Baja Edad Media hasta principios del siglo XIX, algunos tornos se distinguían como "tornos para cortar tornillos" debido a la capacidad de cortar tornillos especialmente incorporada en ellos. Desde entonces, la mayoría de los tornos para trabajar el metal tienen esta capacidad incorporada, pero no se denominan "tornos para cortar tornillos" en la taxonomía moderna.

## Historia
El tornillo es conocido desde hace milenios. Arquímedes ideó el tornillo de agua, un sistema para elevar el agua. Los tornillos como elementos de fijación mecánica datan del siglo I a. C.. Aunque los tornillos eran tremendamente útiles, la dificultad para fabricarlos impidió su adopción generalizada.

### Primeros tornillos de madera
Los primeros tornillos solían ser de madera y se tallaban a mano, con o sin la ayuda de un torno con herramientas de torneado manuales (cinceles, cuchillos, gubias), con la mayor precisión que el tallador podía conseguir. Es probable que, a veces, los trozos de madera de los que partían fueran ramas de árboles (o troncos jóvenes) que habían sido moldeados por una liana que los envolvía helicoidalmente mientras crecían. (De hecho, varias palabras romances para "tornillo" provienen de la raíz de la palabra que hace referencia a las lianas.) Los bastones retorcidos por la enredadera muestran lo sugerentes que son estos bastones para un tornillo.

### Primeros tornillos de metal
Los primeros tornillos metálicos para máquinas y los primeros tornillos para madera [tornillos de metal para usar en madera], se hacían a mano, con lima utilizados para cortar las roscas. Un método para hacer roscas bastante precisas consistía en marcar una varilla utilizando un cuchillo inclinado con una envoltura a mitad de camino alrededor de la varilla, el cuchillo con un ángulo preciso para el paso adecuado. Este fue uno de los métodos que utilizó Maudslay para fabricar sus primeros tornillos de plomo. Esto hacía que la fabricación del tornillo fuera lenta y costosa, y que su calidad dependiera en gran medida de la habilidad del fabricante. Se necesitaba un proceso para automatizar la fabricación de tornillos y mejorar la precisión y consistencia de la rosca.

### Primeros tornos con sendas de mecanizado para el corte de tornillos
Los tornos existen desde la antigüedad. Adaptarlos al corte de tornillos es una opción obvia, pero el problema de cómo guiar la herramienta de corte por la trayectoria correcta fue un obstáculo durante muchos siglos. Sólo a finales de la Edad Media y principios de la moderna se produjeron avances en este campo; el primero del que se tiene constancia hoy en día ocurrió en el siglo XV y está documentado en el Mittelalterliche Hausbuch. Incorpora apoyos deslizantes y un husillo. Aproximadamente en la misma época, Leonardo da Vinci dibujó bocetos que mostraban varios tornos y máquinas para cortar tornillos, uno de ellos con dos husillos. En algunos de estos bocetos, Leonardo también muestra engranajes de cambio.
En los tres siglos siguientes se sucedieron muchos otros diseños, especialmente entre los torneros y relojeros ornamentales. Estos incluían varios conceptos importantes y un ingenio impresionante, pero pocos eran significativamente precisos y prácticos de usar. Por ejemplo, Woodbury habla de Jacques Besson y otros. Hicieron contribuciones impresionantes al torneado, pero el contexto en el que solían trabajar (el torneado como bellas artes para gente rica) no canalizó sus contribuciones hacia usos industriales.
Henry Hindley diseñó y construyó un torno para cortar tornillos hacia 1739. Contaba con un plato que guiaba la herramienta y la potencia era suministrada por una serie de engranajes accionados a mano. Cambiando los engranajes, podía cortar tornillos de diferente paso. La eliminación de un engranaje le permitía hacer roscas a la izquierda.

### Tornos de roscar modernos (finales delsigloXVIIIy principios delXIX)
El primer torno de rosca verdaderamente moderno fue probablemente construido por Jesse Ramsden en 1775. Su dispositivo incluía un husillo, un soporte de deslizamiento y un mecanismo de engranaje de cambio. Estos elementos constituyen los elementos de un torno moderno (no CNC) y se siguen utilizando hoy en día. Ramsden pudo utilizar su primer torno de rosca para fabricar tornos aún más precisos. Con ellos, pudo fabricar un motor divisor excepcionalmente preciso y, a su vez, algunos de los mejores instrumentos astronómicos, topográficos y de navegación del siglo XVIII.
Otros le siguieron. Por ejemplo, un mecánico francés apellidado Senot, que en 1795 creó un torno para cortar tornillos capaz de producir a nivel industrial, y David Wilkinson, de Rhode Island, que empleó un apoyo deslizante en 1798. Sin embargo, estos inventores se vieron pronto eclipsados por Henry Maudslay, que en 1800 creó un torno de roscar que se cita con frecuencia como el primero. Evidentemente, no fue el primero, pero sí el más conocido, ya que difundió al resto del mundo la combinación ganadora de husillo, apoyo deslizante y engranajes de cambio, en una disposición práctica y suficientemente robusta para cortar metal. Estos tornos de corte por husillo de finales del siglo XVIII representaron el gran desarrollo de la tecnología. Permitieron la producción industrial a gran escala de tornillos que eran intercambiables. La estandarización de las formas de rosca (incluyendo el ángulo de la rosca, los pasos, los diámetros mayores, los diámetros de paso, etc.) comenzó inmediatamente a nivel intraempresarial, y a finales del siglo XIX, se había llevado a nivel internacional (aunque todavía existen pluralidades de normas).
A finales del siglo XIX, Henry Augustus Rowland descubrió la necesidad de contar con tornillos de muy alta precisión para cortar rejillas de difracción, por lo que desarrolló una técnica para fabricarlas.

## Actualidad
Hasta principios del siglo XIX, la noción de torno de roscar se contraponía a la noción de torno simple, que carecía de las piezas necesarias para guiar la herramienta de corte en la trayectoria precisa necesaria para producir una rosca exacta. Desde principios del siglo XIX, es una práctica común incorporar estas piezas a cualquier torno de uso general para trabajar el metal; por lo tanto, la distinción entre "torno simple" y "torno de roscar" no se aplica a la clasificación de los tornos modernos. En su lugar, existen otras categorías, algunas de las cuales incluyen la capacidad de corte de tornillo de un solo punto entre otras capacidades (por ejemplo, tornos normales, tornos de taller y tornos CNC), y algunas de las cuales omiten la capacidad de corte de tornillo de un solo punto por ser irrelevante para los fines previstos de las máquinas (por ejemplo, tornos de velocidad y tornos de torreta).
Hoy en día, las roscas de los elementos de fijación roscados (como los tornillos para máquinas, los tornillos para madera, los tornillos para tableros de madera y los tornillos para chapas) no suelen cortarse mediante el atornillado de un solo punto, sino que la mayoría se generan mediante otros procesos más rápidos, como el conformado de la rosca y el laminado y corte con cabezales. Estos últimos procesos son los que se emplean en las modernas máquinas de tornillos. Estas máquinas, aunque son tornos especializados en la fabricación de tornillos, no son tornos de atornillado en el sentido de emplear el atornillado de punto único.